# Josef Beer (Funktionär)
Josef Beer (* 6. März 1912 in Fehértemplom (deutsch Weißkirchen), Königreich Ungarn, Österreich-Ungarn; † 20. Februar 2000) war Verbandsfunktionär im Königreich Jugoslawien und deutscher Autor.

## Leben
Beer gehörte zum Führungskreis der nationalsozialistisch orientierten Erneuerungsbewegung im Königreich Jugoslawien. Nach der Vereinnahmung des Schwäbisch-Deutschen Kulturbundes durch die Bewegung wurde Beer ab dem 1. Januar 1939 Sekretär der Geschäftsführung, ab 1941 Generalsekretär und Organisationsleiter respektive Stabsleiter des Bundes, sowie Stellvertreter des „Volksgruppenführers“ in Serbien und dem Banat, Josef Janko.
Nach der „Machtergreifung“ der Erneuerer im Kulturbund verschickte Beer eine Bücherliste, aus der Vortragende auf Kulturbundveranstaltungen ihren Stoff gewinnen sollten; darunter befanden sich neben diverser NS-Literatur wie Hitlers Mein Kampf, Goebbels Vom Kaiserhof zur Staatskanzlei, Rosenbergs Der Mythus des 20. Jahrhunderts auch antisemitische Titel wie Protokolle der Weisen von Zion und andere. Beer war ab 1940 maßgeblich an einer großangelegten Mitgliederwerbung für den Kulturbund beteiligt.
Zum Ende des Zweiten Weltkriegs flüchtete Beer nach Deutschland und arbeitete von 1953 bis 1977 als Referent für Lastenausgleichsfragen im Lastenausgleichsamt Baden-Württemberg. Er lebte in Aidlingen und beschäftigte sich als Autor mit der historischen Entwicklung der deutschen Minderheit Jugoslawiens.

## Veröffentlichungen
- Donauschwäbische Zeitgeschichte aus erster Hand. Arbeitskreis für Donauschwäbische Heimat- u. Volksforschung in der Donauschwäbischen Kulturstiftung. München 1987. 271 Seiten.
- Hauptentschädigung. Landsmannschaft der Donauschwaben in Baden-Württemberg e.V., Stuttgart 1961.
- Bauen und Siedeln. Landsmannschaft der Donauschwaben in Baden-Württemberg e.V., Stuttgart 1955.
- Ortsberichte über die Verbrechen an den Deutschen durch das Tito-Regime in der Zeit von 1944 bis 1948. Donauschwäbische Kulturstiftung, München 1991.
- Weissbuch der Deutschen aus Jugoslawien / Ortsberichte 1944 - 1948. 1992.
- Heimatbuch der Stadt Weisskirchen im Banat. Salzburg 1980, mit Hans Diplich et al. 668 Seiten.
- Leidensweg der Deutschen im kommunistischen Jugoslawien Vier Bände, Donauschwäbische Kulturstiftung, München 1991 et al.

## Bewertung
Der Historiker Johann Böhm stellte fest: „Im Bundesarchiv Bayreuth befinden sich mehrere Niederschriften von ihm [Beer] über die historische Entwicklung der deutschen Volksgruppe von 1918 bis 1945 in Jugoslawien [...]. Zwar gibt er zu, dass er dem Führungskreis der nazistischen Erneuerungsbewegung nach 1935 angehört und ab 1941 als stellvertretender Volksgruppenführer im Banat fungiert hat, dass die Vorkämpfer dieser Bewegung sich „durchaus als Nationalsozialisten“ gefühlt und aus „innerer Überzeugung heraus das Feuer in andere Herzen verpflanzt“ hätten. Dennoch verharmloste Beer seine nationalsozialistische Vergangenheit. Anstatt sich kritisch mit dieser Zeit auseinanderzusetzen, meint er 1958 noch immer, „dass er zeitlebens an diese Zeit zurückdenkt“, in der er der deutschen Minderheit im kroatischen Raum „die Idee des blutbedingten Volkstums“ verkünden durfte [...].“